# Incidente del Donner Pass
L'incidente del Donner Pass si verificò il 13 gennaio 1952 sul Donner Pass, nella Sierra Nevada, dove un treno di linea transcontinentale, il No. 101 City of San Francisco della Southern Pacific Railroad, rimase bloccato per giorni nella neve accumulatasi per via di una imponente tempesta.
La tempesta, con venti oltre i 160 km/h, aveva causato slavine con ammassi di neve alti oltre quattro metri.
Le operazioni di soccorso durarono tre giorni, ma tutti i 226 passeggeri vennero salvati.
L'incidente ebbe grande risonanza all'epoca dei fatti, ed è tuttora noto con diversi nomi, riconducibili principalmente a titoli giornalistici. Tra questi, The Case of the Stranded Streamliner o The Snowbound Streamliner.

## Introduzione agli eventi

### Il City of San Francisco e il Donner Pass

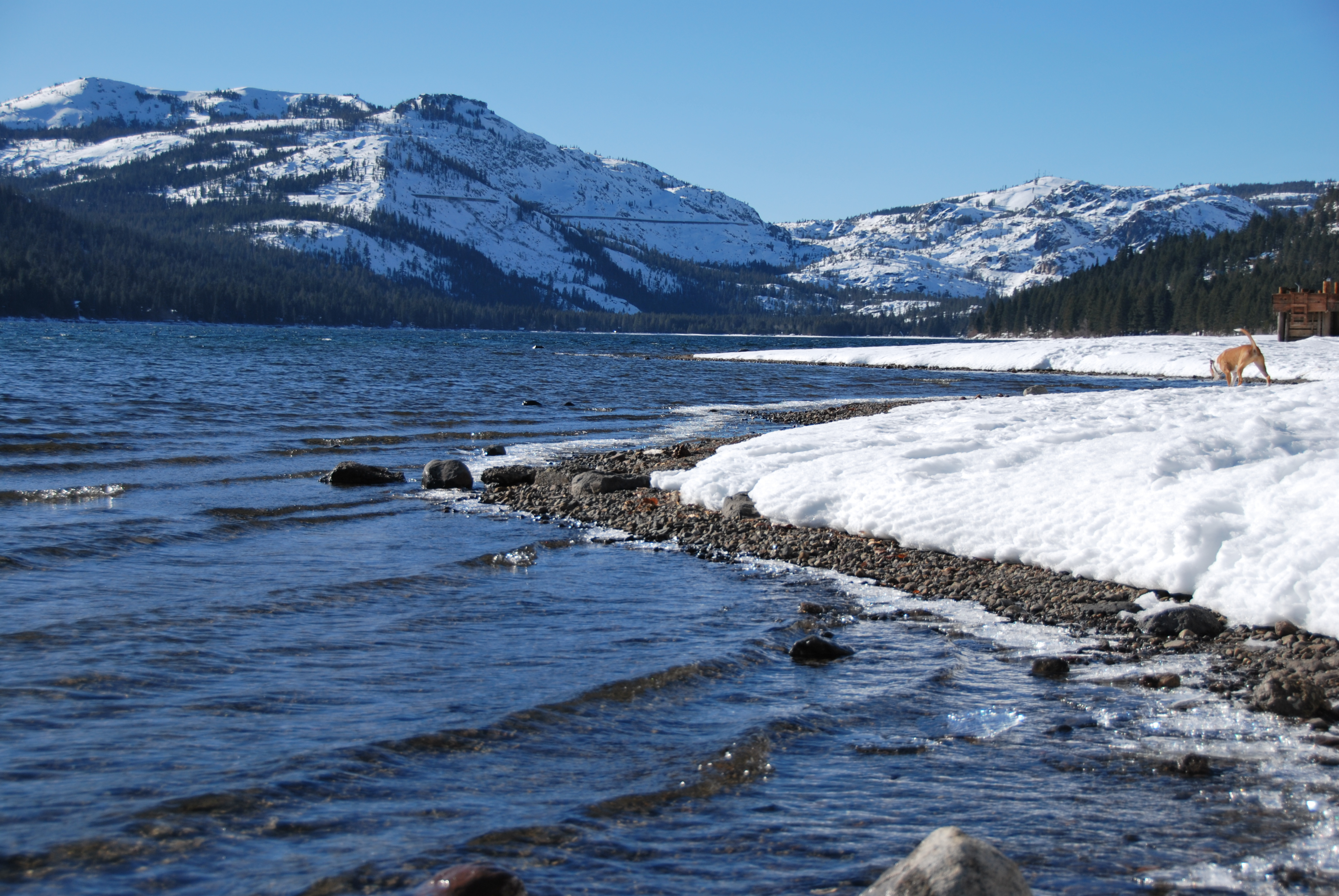
Il Donner Lake, nei pressi del Donner Pass

Il City of San Francisco era un treno passeggeri che collegava Chicago (Illinois) con Oakland (California). Come molti treni transcontinentali dell'epoca, si trattava di un servizio di lusso. Era composto da 15 carrozze comprensive di bar e ristorante, carrozza club car e cuccette. Il valore del treno era stimato in 3 milioni di dollari dell'epoca.
Durante l'ultima tratta del viaggio, tra Ogden e Oakland, il City of San Francisco veniva gestito dalla Southern Pacific e attraversava il territorio montuoso nei dintorni di Sacramento, sulla Sierra Nevada: questa zona nel 1952 fu interessata da intense bufere. Il giorno dell'incidente il convoglio era trainato da tre potenti locomotive ALCO PA (6019, 6914 e 6013) da 2250 cavalli l'una, sulle quali era inoltre situato il circuito scambiatore di vapore per il riscaldamento del treno.
Il Donner Pass, punto di valico della Sierra a 2130 m.s.l.d.m., era noto per le sue condizioni climatiche estreme sin dalla sua prima esplorazione nel 1844, e sin da allora era stato teatro di diversi incidenti a carovane e convogli dovuti a tempeste e valanghe. Il nome stesso del passo derivava da un convoglio di coloni rimasti bloccati e decimati dall'inverno durante il transito del passo nel 1846.

### Le condizioni del servizio
La Southern Pacific Railroad, consapevole delle difficoltà del percorso, per poter operare la linea anche in inverno si era dotata di spartineve (spreaders), frangighiaccio (flangers) e locomotive ALCO MW con turbina spazzaneve (rotary snow plow).
Durante il gennaio 1952 le condizioni divennero così critiche che anche il dispiegamento di mezzi di emergenza gestiti del Distretto Montano della Divisione di Sacramento della ferrovia era appena sufficiente a consentire il transito dei convogli.
Intorno al 10 gennaio, una tempesta di proporzioni ragguardevoli anche per la media del luogo aveva cominciato ad avvicinarsi dal Pacifico e un vortice di bassa pressione rimaneva stabile al largo delle coste californiane, una condizione favorevole allo sviluppo di neve.
Mentre tutte le altre ferrovie avevano sospeso le operazioni, la Southern Pacific aveva deciso di far proseguire almeno i servizi principali; per permettere il passaggio dei treni più importanti lungo la linea, strategica in quanto povera di alternative, i responsabili della ferrovia decisero di far precedere ogni convoglio da un treno spazzaneve.
Il 12 gennaio, il City of San Francisco diretto a Oakland rimase bloccato in una slavina a 16 km da Norden (al miglio 182) e dovette essere trainato a valle per poter passare sull'altro binario, più libero.
La linea a doppio binario era bloccata a tratte, per cui i treni procedevano passando da un binario all'altro dove necessario. Il City of San Francisco da Norden avrebbe dovuto procedere sul binario est per 24 km, per poi passare sul binario ovest e procedere alla discesa dal passo.
Durante l'attesa a Norden, il macchinista Tom Sapunor e il motorista Gordon Painter, con una fortunata intuizione, decisero di ripristinare la scorta d'acqua del circuito di riscaldamento a vapore situato sulle motrici diesel-elettriche, seppur non fosse strettamente necessario.

## Dispersi nella neve

### L'attraversamento della bufera

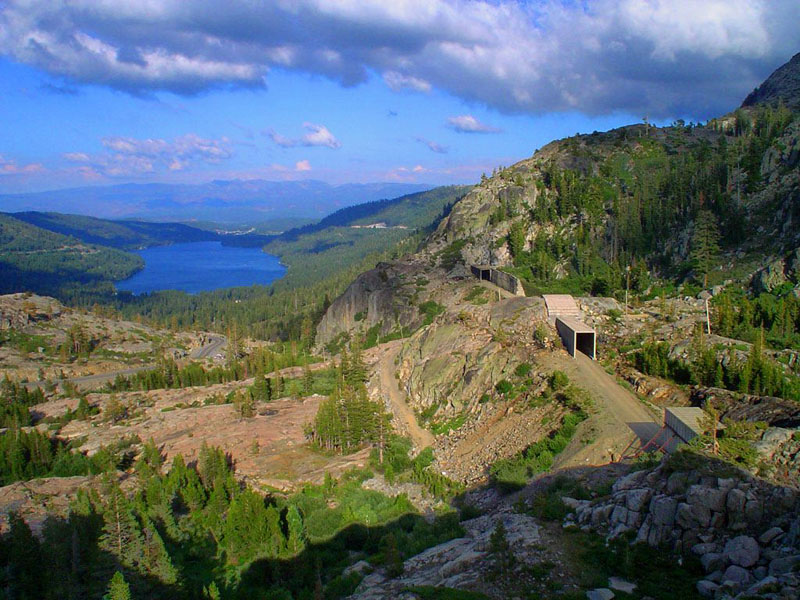
Un pezzo binario 1 del Donner Pass in estate. Oggi la linea è dismessa.

Alle 11.30 del 13 gennaio, il City of San Francisco riprese a procedere nella tempesta per superare il passo transitando sul binario ovest.
Circa 45 minuti dopo a Yuba Gap, tra Crystal Lake e Emigrant Gap al chilometro 282,5 (miglio 176,6), il convoglio colpì frontalmente un mucchio di neve. L'equipaggio di riserva, che si trovava nel gabbiotto dell'aiuto motorista, subì lievi ferite e botte, mentre i macchinisti titolari furono investiti da schegge di vetro.
Il treno ancora riuscì a procedere in un tratto parzialmente riparato, facendosi strada con il cuneo frontale della locomotiva. Una volta uscito dal tratto protetto, però, il treno dovette procedere spingendo di forza i cumuli di neve e opponendosi al vento.
Uno dei segnali sulla linea passò al rosso, e il City of San Francisco dovette fermarsi ad attendere il passaggio del mezzo di servizio di Bill Brennan, il capo gestione dei locomotori che era andato a verificare lo stato delle linee al Crystal Lake.
Brennan avvertì l'equipaggio di stare attenti alle valanghe, per poi ripartire verso il centro di controllo della linea.
Superato il punto di incrocio e gli scambi, il macchinista Tom Sapunor diede potenza ai diesel, riuscendo a raggiungere circa 30 miglia orarie di velocità in discesa. In un tratto esposto, il vento colpì le motrici, facendo perdere loro potenza: il freddo, la neve e il vento infine fermarono il convoglio.
I conduttori tentarono di usare l'unità di testa, la ALCO PA No. 6019, per spingere indietro il treno, ma la neve aveva parzialmente coperto diverse carrozze, intrappolandole.
Tra i passeggeri, molti pensavano che le ferrovie non avrebbero lasciato molto a lungo in quella condizione un treno di lusso: in un primo momento, i passeggeri scherzarono sulla situazione e tennero alto il morale cantando, impedendo che si spargesse il panico, ma la situazione divenne più critica col calare della notte.
I passeggeri riuscirono a mantenere la calma fino ad almeno 24 ore dopo il fermo, quando ancora i soccorsi non erano riusciti ad arrivare sul posto: in seguito, si sparse la paura che una nuova valanga potesse colpire il treno trascinandolo nella scarpata a fianco della linea.

### La richiesta di soccorso
Un dipendente della Southern Pacific, il roadmaster J.T. Fulbright del dipartimento montano di Sacramento che era salito sul treno a Norden insieme all'assistente soprintendente Bob Miller, percorse 800 metri aprendosi la strada nella neve per raggiungere un telefono di servizio sullo Yuba Pass.
A Norden i sovrintendenti Jennings e Billingsley e l'Assistant General Manager E. D. Moody erano alle prese coi problemi dovuti agli allagamenti nell'area alla base delle montagne: la sezione montana tuttavia aveva diritto di priorità.
Una volta avvertiti delle condizioni del treno disperso, i responsabili del traffico a Norden e San Francisco mandarono subito le turbine spazzaneve, affiancate da alcune vecchie locomotive tipo AC 4-8-8-2, vaporiere potenti e pesanti particolarmente adatte ad avanzare su linee montuose, per via del telaio articolato e della buona visibilità data dalla cabina in testa (le famose cab-forward). Alcune di quelle macchine erano già stata usate il giorno precedente per sbloccare il City of San Francisco diretto a ovest.
Fulbright, di ritorno al treno, verificò che il gelo aveva bloccato i freni, congelato i serbatoi e le ruote e immobilizzato il treno.

### Falliscono i primi tentativi
I soccorsi si basarono su Norden, a circa 10 km dalla posizione del treno. Giunti sul posto, i soccorsi provarono a trainare il treno bloccato usando la AC-8 No. 4188 e la turbina ALCO MW No. 7222 in coppia, provenienti da Roseville e comandate da Elmo "Ed" Hardison e dal macchinista Lee Moore. Dopo aver superato il treno bloccato passando sul binario est, effettuarono lo scambio presso Crystal Lake e ritornarono sul posto. Arrivati a una cinquantina di metri dalla coda del treno, i soccorsi dovettero procedere scavando con pale, raggiungendo le luci di coda del treno immobile.
Liberata infine la coda del treno, i due veicoli di soccorso si accoppiarono al convoglio e cominciarono a tirare: la quantità di neve che bloccava il treno risultò eccessiva, il veicolo turbina subì un guasto ad una pompa e deragliò scivolando sul ghiaccio.
Una seconda coppia di locomotori di soccorso (turbina ALCO MW No. 7205 e AC-11 No. 4245, comandate dal macchinista Holland Raymond e dal motorista Bob Dahl) provò a lavorare alla testa del treno, ma anche così il City of San Francisco non si mosse, bloccato nel ghiaccio.
Ogni altro tentativo di muovere il convoglio, compreso un altro tentativo di Sapunor di far muovere il treno con le proprie motrici, fallì per via della quantità di neve che ormai avvolgeva il mezzo.
Durante i soccorsi, nuove folate di vento gelido a 160 km/h soffiarono neve sul convoglio bloccato, peggiorando la situazione e coprendo completamente alcune carrozze. Alla sera del 13 gennaio, la temperatura sul posto era di -5 gradi centigradi con forti venti, e la neve depositata intorno al treno raggiungeva i 5,2 metri di profondità. In alcuni punti, gli ammassi erano profondi quasi 10 metri.

## Le operazioni di soccorso

### Il secondo giorno
Dalla costa intanto venne mandata una automotrice di servizio con 35 uomini a bordo, al comando del caposezione Nelson, che tentarono di spalare la neve per liberare il treno per quanto possibile. I guanti degli uomini si congelavano nella neve, e questi dovettero procedere a turno, scaldandosi col calore dell'impianto vapore delle motrici ALCO PA.
L'assistente soprintendente Miller assunse la direzione delle operazioni sul campo, coordinando il lavoro delle turbine e viaggiando spesso con loro avanti e indietro nell'opera di pulizia del binario.
Nuovi locomotori spazzaneve vennero mandati da entrambe le direzioni: due di questi, il 7207 e il 7208, mossi dalla AC-11 No. 4245 posta in mezzo, furono travolti il 14 gennaio da una improvvisa valanga, ormai a soli 400 m dal City of San Francisco.
Gli uomini di Nelson intervennero per liberare le macchine, ma si fermarono per il rischio di nuove valanghe e decisero di tornare al treno. Poco dopo, una seconda squadra riprovò a liberare la turbina spazzaneve immobilizzata: nel tentativo, la macchina si ribaltò per uno smottamento. L'incidente costò la vita al macchinista Rolland Raymond.
Le intense bufere avevano causato slavine sui binari, bloccandoli in entrambe le direzioni: quattro locomotori con turbine spazzaneve rimasero bloccati nel tentativo di raggiungere il treno disperso, bloccati dalla neve o fermati da guasti meccanici.
Le locomotive diesel del City of San Francisco intanto avevano continuato a funzionare abbastanza per scaldare le carrozze dove si erano rifugiati i viaggiatori. Il riscaldamento e la produzione di energia avvenivano tramite un sistema a scambio di vapore: dopo 36 ore di funzionamento in emergenza, la scorta d'acqua delle locomotive si esaurì lasciando le carrozze prive di riscaldamento.
Venne usato anche il carburante residuo della turbina ALCO MW No. 7222, quella bloccata in coda al treno dal guasto al circuito pneumatico, per continuare a produrre vapore per gli uomini che lavoravano nella neve.
Miller intanto, spossato dal lavoro, aveva avuto uno svenimento. Visto cadere dal macchinista Lawson, della ALCO MW 7205, venne soccorso e ricoverato sul City of San Francisco.

### Le reazioni dei passeggeri

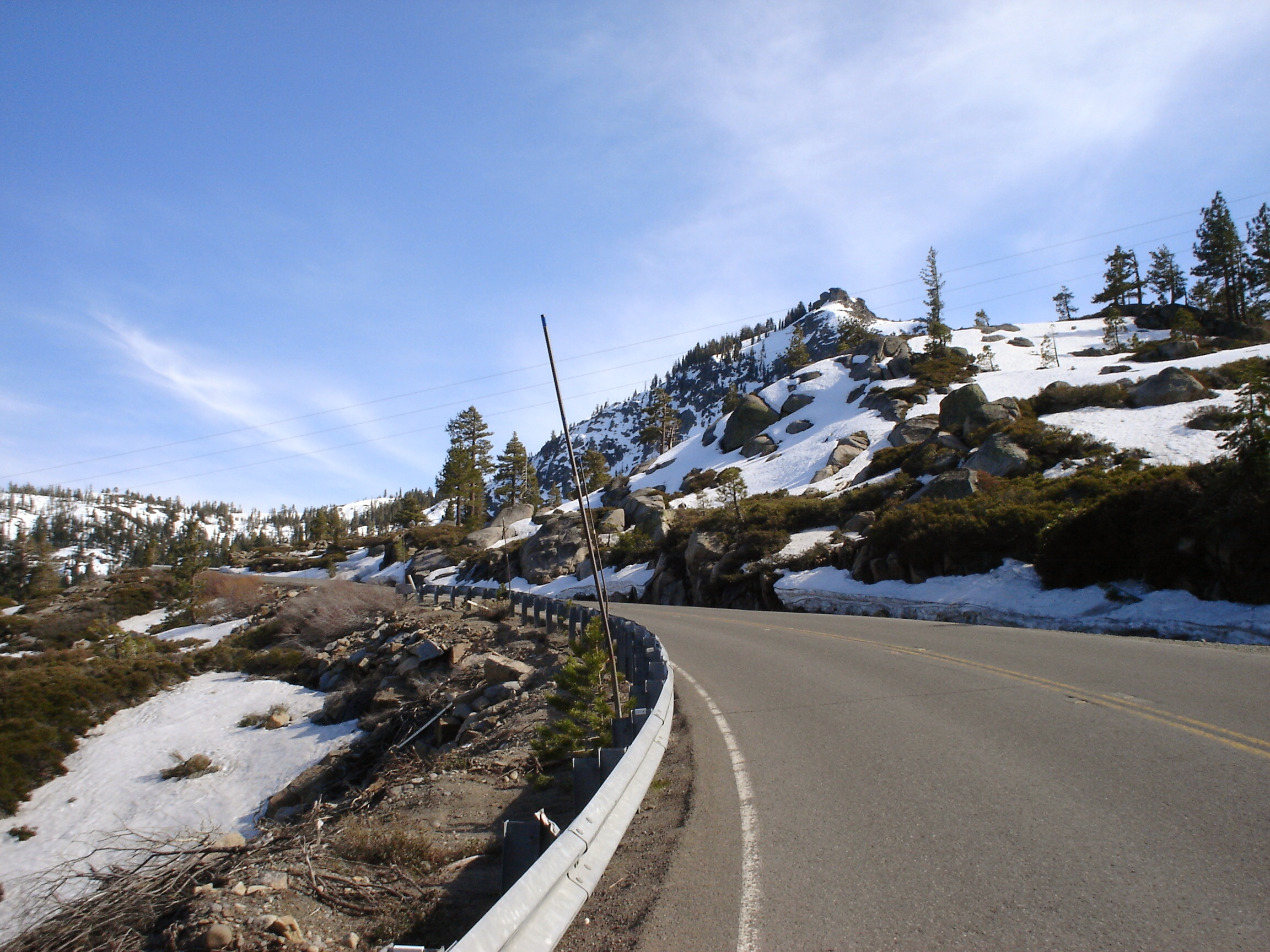
La U.S. 40 Trans-sierra (oggi Lincoln Highway) al Donner Pass, in primavera

Per evitare lo spargersi del panico, i responsabili del treno avevano fatto distribuire cibo caldo e i passeggeri stessi avevano organizzato nelle varie carrozze delle distrazioni. Alcuni di questi avevano organizzato feste, con canti, partite di poker e una lotteria con 100 dollari di premio.
Una candidata repubblicana diretta ad un incontro a San Francisco intraprese una campagna elettorale tra i passeggeri, distribuendo spille.
Il conduttore del City of San Francisco Clyde Baldwin e il capotreno R. D. Spence tennero i passeggeri informati di ogni sviluppo, contribuendo alla situazione di calma e sicurezza.
Uno dei passeggeri, il medico Walter Roehll, e cinque infermiere presenti sul treno prestarono i primi soccorsi ai passeggeri, che stavano cominciando a sviluppare infezioni polmonari: la piccola scorta di farmaci in possesso del dottore si rivelò provvidenziale.
Un passeggero venne preso da un raptus di aggressività, causato da una crisi di astinenza da droghe, che Roehll controllò con iniezioni di morfina. Il passeggero venne chiuso in uno scompartimento, ma fuggì una volta che i passeggeri vennero portati in salvo a Sacramento.
Per dare coraggio agli uomini impegnati nel soccorso, gli ufficiali della Southern Pacific a bordo del treno offrirono, la mattina del 14 gennaio, un abbondante e caldo pranzo sulla carrozza ristorante a chiunque stesse lavorando nella neve.

### L'aiuto militare
Nel pomeriggio di lunedì 14 gennaio, la Southern Pacific richiese l'aiuto al Quartier Generale della Sesta Armata di stanza a San Francisco, per portare al treno disperso scorte mediche, dottori, cibo, carburante e personale militare. L'esercito possedeva un veicolo cingolato, il M29 Weasel, che poteva procedere agilmente nella neve, con cingoli larghi e capacità anfibia: tre di questi veicoli vennero assegnati al gruppo di soccorso che partì da Colfax la sera del giorno stesso con un convoglio militare, con alla testa il maggiore G. C. Cotton.
L'esercito mise anche a disposizione degli elicotteri, che però non potevano decollare nella tormenta e con venti così forti. Rimasero fermi sulla pista, in attesa di potersi alzare con preavviso minimo in caso di un miglioramento.
Il convoglio venne imbarcato sul treno di servizio Extra 6236 East, che avrebbe dovuto procedere la mattina successiva al seguito della turbina spazzaneve No. 7209. Durante l'avanzamento, le condizioni delle rotaie si rivelarono talmente difficili che la turbina esaurì carburante e acqua prima del previsto, consumate nell'avanzare attraverso banchi di neve alti oltre tre metri. Lo spazzaneve venne riportato a Gold Run.
Senza l'apripista, il treno di servizio non poteva procedere alla velocità prevista. I dirigenti della ferrovia impegnati nell'operazione decisero di scaricare i cingolati dell'esercito dai carri, e vi fecero trasferire le provviste mediche e il cibo.
La neve però era troppo alta, fresca e morbida per permettere ai cingolati di avanzare, per cui il piano venne abbandonato.
Un secondo gruppo di volontari, composto da sciatori esperti e organizzato dalla Southern Pacific, riuscì a raggiungere il City of San Francisco con una prima scorta di cibo e medicine indispensabili.
Un gatto delle nevi della Pacific Gas & Electric condotto dal trentatreenne Jay Gold fu il primo a raggiungere il luogo dell'incidente. Con lui vi erano Charley Swing e Roy Claytor.
Gold, provato dallo sforzo fisico e dal freddo, fu stroncato da un attacco cardiaco poco dopo aver raggiunto l'obiettivo.

### Il soccorso medico e il collegamento telefonico
Da Reno partì un altro treno di soccorso medico, su cui vennero caricati cani da slitta e generi di prima necessità. Il treno raggiunse Norden, dove venne messo al seguito dello spazzaneve a turbina n. 7210 e della AC-8 No. 4173.
Durante il tentativo di avvicinamento, un accumulo di ghiaccio sulle rotaie spinse lo spazzaneve fuori dai binari presso Soda Springs.
Abbandonato il convoglio, i medici proseguirono con cani e slitte, affiancati da sciatori esperti.
Durante tutta l'emergenza, la compagnia telefonica istituì una task force per tenere le linee aperte e funzionanti nonostante la bufera: Venne istituito un collegamento radiomobile a due vie montato su un'auto, che fu utile a recuperare un camion di provviste disperso lungo la strada di Nyack Lodge.

### La crisi si accentua
L'automotrice di servizio della Southern Pacific aveva a bordo un generatore elettrico, usato per tenere le batterie delle carrozze cariche e funzionanti. I fumi del generatore penetrarono nelle carrozze, e a partire dal 15 gennaio alcuni passeggeri cominciarono ad avvertire malessere. Un passeggero, Sid Paradee, trasse in salvo due persone svenute per il monossido di carbonio.
Il generatore fu fermato e si dovette ventilare le carrozze, che si raffreddarono presto. Le tende dei finestrini vennero strappate e usate per avvolgere le gambe dei passeggeri, così da evitare il congelamento.
Prive di calore e di energia elettrica, le condizioni delle carrozze andarono deteriorandosi rapidamente: l'acqua si congelava nei tubi, le luci vennero a mancare in quasi tutte le carrozze e le toilet non potevano essere usate. I passeggeri dovettero usare secchi per i propri bisogni, andando alle ritirate a turno.
Anche la carrozza ristorante intanto aveva quasi finito le scorte di cibo: fu imposto un regime di razionamento, affidato al capo steward Edward Tschumi.
La piccola scorta di carbone per le stufe della carrozza ristorante si esaurì presto, per cui dal treno vennero strappati gli accessori in legno per essere bruciati: tra questi, le scale delle cuccette e i tavoli della club car.
Donne e bambini vennero spostati nelle carrozze cuccetta, per sfruttare al meglio il riscaldamento rimanente.

## Il salvataggio

### Cessa la tempesta
Solo mercoledì 20, grazie ad un attenuarsi del maltempo, i soccorsi riuscirono a raggiungere il treno disperso.
Con quattro delle unità spazzaneve più moderne abbandonate e sommerse dalla neve, la Southern Pacific dovette ricorrere alle unità più vecchie. Dal deposito di Portland venne mandato un vecchio spazzaneve a turbina, il No. 7220, il più vecchio e l'unico ancora funzionante della generazione precedente. La macchina si aprì la strada con successo, partendo da Colfax ed avanzando verso ovest fino a Nyack Lodge presso Emigrant Gap.
Anche un tentativo di soccorso aereo, con un elicottero della U.S. Coast Guard partì da Colfax, ma venne fermato dai venti proibitivi dello Yuba Pass. Impossibilitato ad atterrare, il pilota scaricò le casse di medicine dall'alto, ma non poté far scendere il dottore.
Intanto il California Highway Department aveva lavorato duramente per liberare la Highway 40 fino a Nyack Lodge.
Il fotografo di LIFE Wayne Miller raggiunse il treno insieme ai soccorsi, documentando la situazione con fotografie che ebbero grande diffusione e celebrità. Miller le pubblicò in un articolo il 28 gennaio 1952.
Un gruppo di passeggeri, poiché i soccorsi via terra ancora non arrivavano, propose di andare in avanscoperta. Bob Miller si offrì per andare a Crystal Lake a controllare lo stato dei mezzi di recupero, ma durante il percorso crollò nuovamente e venne recuperato dai suoi compagni di percorso e messo al sicuro in una cabina sul percorso.
Anche la caldaia della vaporiera ferma vicino al City of San Francisco era esausta: in mancanza di fonti di calore, era necessario portare i passeggeri al sicuro.

### Il recupero dei passeggeri

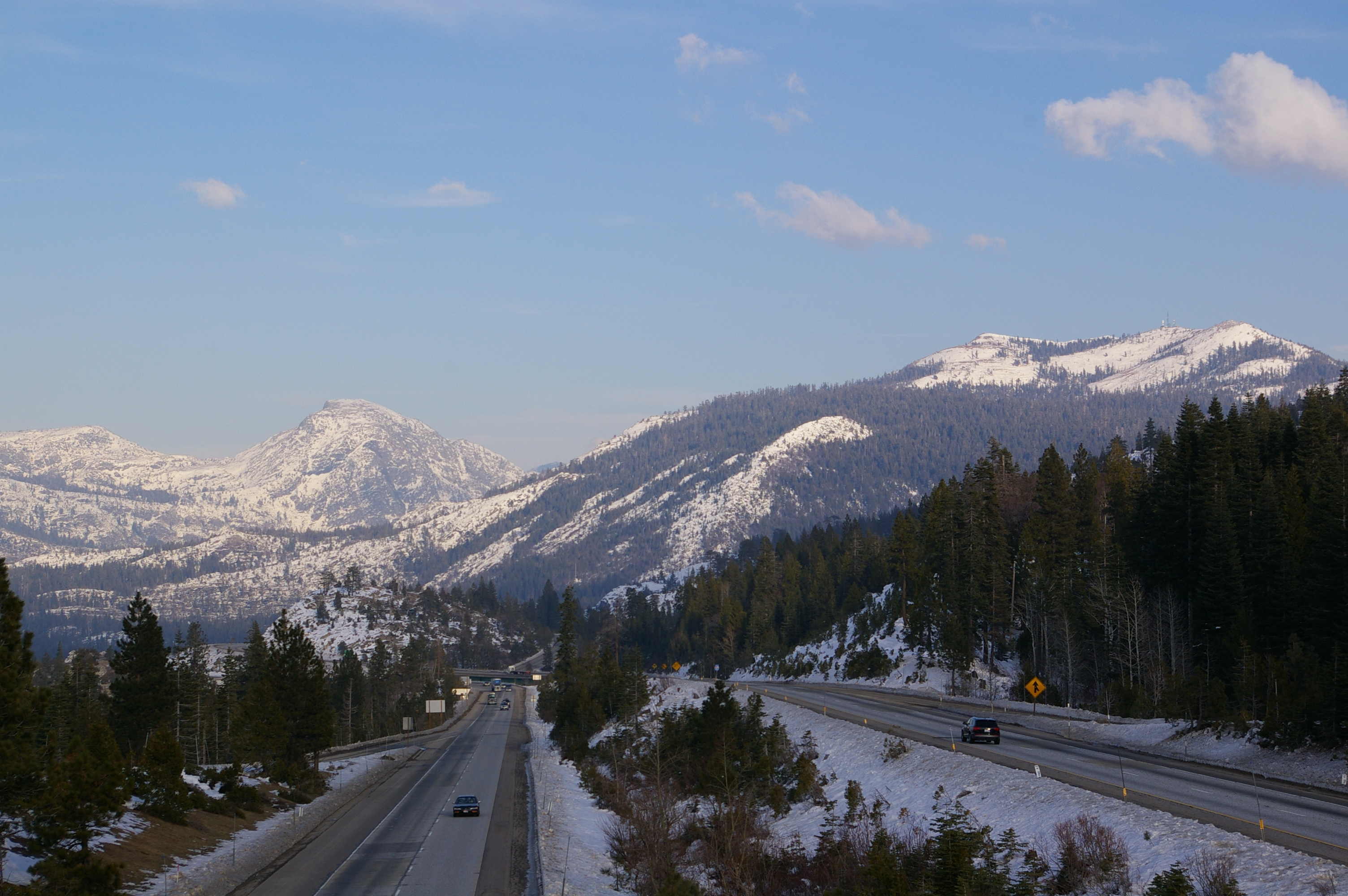
La I80 presso il Donner Pass; la nuova autostrada, costruita tra gli anni '50 e '70 ha sostituito la Highway 40 Trans-Sierra

Con l'aiuto degli spalatori, uno stretto passaggio venne aperto dal treno al bordo dell'autostrada, comprimendo la neve gelata così da poterla calpestare, e i passeggeri vennero scortati alla salvezza a partire dalle 15.20 del giorno stesso. All'autostrada vennero caricati su automobili di volontari, che li portarono fino all'abitato di Nyack Lodge dove ricevettero i primi soccorsi. Solo quattro di essi dovettero essere portati in ospedale.
La dirigenza della ferrovia fece in modo che tutti i passeggeri avessero modo di scrivere telegrammi ai propri cari, e fornirono cibo e conforto. Pochissimi passeggeri in seguito si rivalsero sulla Southern Pacific.
Secondo Mark McLaughlin, meteorologo e storico locale, a bordo del treno vi erano diversi uomini destinati ad essere imbarcati a San Francisco per servire nella Guerra di Corea, che sarebbero stati ben contenti di passare un po' di tempo con qualche signora e di perdere la nave grazie all'incidente.
Un treno speciale di carrozze Pullman con cuccette, carrozze ristorante, club car e un presidio medico, fu fatto arrivare sul posto, spinto da 4 locomotori EMD F7, all'epoca tra le unità più potenti e moderne e di recentissima costruzione. Il treno, preceduto dalla vecchia turbina No. 7220, arrivò a Roseville alle 11.40 della sera del mercoledì, dopo tre ore e dieci minuti di viaggio: lì scaricò il personale recuperato dalla scena dell'incidente e proseguì il viaggio per Oakland, dove arrivò alle 3.41 del mattino.

## Dopo gli eventi

### Le operazioni di ripristino della linea
A partire dal giorno seguente, la Southern Pacific inviò 300 operai per recuperare il treno abbandonato. Bulldozer, gru e caterpillar vennero noleggiati dalla A. Teichert & Sons e dalla Luntz Construction Company di Sacramento.
I mezzi pesanti riuscirono a liberare le locomotive, e poi poco alla volta procedettero a sbloccare le carrozze e gli spazzaneve rimasti in panne.
I lavori di recupero durarono fino al 19 gennaio.
La Southern Pacific subì un danno economico ingente nell'operazione, sia per i compensi dei soccorsi inviati (oltre 1000 uomini furono coinvolti nell'operazione), sia per i danni subiti dal materiale rotabile. Corrosione, congelamento, danni causati agli accessori in legno e agli interni, consumi meccanici dei motori e conseguenze degli incidenti costrinsero quasi tutti i veicoli coinvolti nell'evento a lunghi periodi di fermo per manutenzione presso la Pullman Company di Richmond e presso le officine della Southern Pacific
La tempesta inoltre aveva praticamente distrutto tutta l'infrastruttura segnaletica della linea, che richiese una imponente opera di riparazione e sostituzione. Il personale del distretto non si rivelò sufficiente, e vennero chiamati uomini da altre parti del paese. Anche i tunnel erano ostruiti dalla neve e dal ghiaccio, e in alcuni punti fu necessario l'uso di esplosivi per liberare il percorso.
Il 22 un'altra tempesta colpì l'area, e solo il 26 si poté riprendere il servizio.

### Commenti della Southern Pacific
Il presidente della compagnia, Donald J. Russell, ringraziò tutti dicendo:
(Donald J. Russell)

## Cambio nei regolamenti
In seguito ai problemi avuti dalle turbine di nuova generazione, la Southern Pacific ha istituzionalizzato la pratica dell'uso di queste turbine in coppia, con le motrici posizionate al centro del convoglio. Questa formazione è diventata lo standard per le linee soggette a bufere, dato che offre molta potenza e capacità di sbloccare rapidamente il convoglio nel caso rimanga immobilizzato.

### Stima dell'entità della bufera
In tutto, tra il 10 e il 17 gennaio, caddero quattro metri di neve. L'inverno del 1951-1952 nel complesso depositò 19,5 metri di neve al Donner Pass, un record anche per le condizioni estreme del passo. Anche l'autostrada 40 Trans-sierra usata per i soccorsi rimase chiusa per oltre un mese.
Al 2009, la bufera del 1952 risulta la terza per altezza della neve depositata nella zona, superata solo da una nel 1969 e una nel 1982. In seguito agli eventi del 1952, sulla linea furono costruite nuove sezioni di tunnel e frangineve.

### Eventi simili
Il 15 gennaio 2005 un treno charter in servizio tra Emeryville e Reno fu coinvolto in una vicenda simile, ma in questo caso i soccorsi, per via della modesta entità della tempesta, riuscirono a raggiungere il treno in circa sei ore.